# Солтан, Владимир Евгеньевич
Солтан, Владимир Евгеньевич (бел. Солтан, Уладзімір Яўгенавіч; 1953—1997) — советский и белорусский композитор.

## Биография
Владимир Солтан родился 9 января 1953 года в городе Барановичи, затем семья переехала в Брест. В Бресте он закончил музыкальную школу и музыкальное училище. Учился в Белорусской государственной консерватории в Минске по классу композиция, у известного композитора и педагога Анатолия Васильевича Богатырёва. С 1983 года Солтан стал преподавать в консерватории. Член союза композиторов Белоруссии с 1980 года.
Погиб в ночь с 31 мая на 1 июня 1997 года в Минске, его сбил автомобиль.

## Творчество
Владимир Солтан — автор ряда инструментальных произведений и оперы «Дикая охота короля Стаха», удостоенной Государственной премии Беларуси. Его музыка определяется интонационной четкостью, насыщенной эмоциональностью, национальной характерностью. Творчество отличается жанровым разнообразием.
В конце 1980-х годов. Солтан закончил работу над оперой «Дикая охота короля Стаха» по мотивам повести Владимира Короткевича.

## Произведения

### Оперы
- «Дикая охота короля Стаха» (либретто. С. Климкович, по роману В. Короткевича, 1988; постановка Белорусский академический большой театр, 1989)
- «Пани Ядвига» (либретто. С. Климкович, по повести К. Тарасова «Черный путь», 1990)
- «Милавица» (либретто. С. Климкович, 1991)

### Вокально-инструментальная музыка
«Лирическая кантата» для баритона, камерного хора и оркестра (слова народные и белорусских поэтов, 1981).

### Оркестровая музыка
Симфонии: № 1 (1981), № 2 (1983). Концерт для виолончели с оркестром (1987). Камерная сюита «Мысли и настроения» (1978). Концерт для камерного оркестра (1983).

### Камерно-инструментальная музыка
Для виолончели и фортепиано: Элегия (1983), Мелодия и хорал (1991).
Для балалайки и фортепиано: Пьеса (1982), концертная пьеса «Мысль» (1987), Концертная пьеса (1990).
Для фортепиано: Три пьесы (1981), Соната (1984). Романс для валторны и фартэпіянана (1981).
Пять прелюдий для скрипки, виолончели и валторны (1982), Упражнение для двух скрипок (1983).

### Вокальная музыка
Для хора без сопровождения: «Дождик» (сл. И. Мельничука, 1984), «Снег», «Полились мои слезы» (слова Я. Купалы, 1983).

## Премии и награды
Лауреат Государственной премии Белорусской ССР (1990)